# Ľudmila Cervanová
Ľudmila Cervanová (Piešťany, 15 oktober 1979) is een voormalig tennisspeelster uit Slowakije.
Op haar zevende begon ze met het spelen van tennis. Haar favoriete ondergrond is gravel. Zij speelt rechtshandig en heeft een tweehandige backhand.
In 1995 won ze het Europees Kampioenschap onder 18 jaar. Zij was actief in het proftennis van 1997 tot en met 2010. Van augustus 2006 tot augustus 2008 speelde zij twee jaar niet.

## Loopbaan

### Enkelspel
Cervanová debuteerde in 1995 op het ITF-toernooi van Nitra (Slowakije) – zij bereikte er de halve finale. Zij stond in 1997 voor het eerst in een finale, op het ITF-toernooi van Biograd (Kroatië) – hier veroverde zij haar eerste titel, door landgenote Katarina Srebotnik te verslaan. In totaal won zij zeven ITF-titels, de laatste in 2000 in Poitiers (Frankrijk), waar zij in de finale zegevierde over de Kroatische Iva Majoli.
In 1998 kwalificeerde Cervanová zich voor het eerst voor een WTA-hoofdtoernooi, op het toernooi van Warschau. Zij bereikte er de tweede ronde. In 1999 smaakte zij haar mooiste overwinning: op het toernooi van Boedapest versloeg zij de Tsjechische Jana Novotná (WTA-4). Zij stond in 2004 voor het eerst in een WTA-finale, op het toernooi van Casablanca – zij verloor van de Française Émilie Loit. Ook haar tweede finaleplaats, in Acapulco in 2005, ging verloren.
Haar beste resultaat op de grandslamtoernooien is het bereiken van de derde ronde. Haar hoogste notering op de WTA-ranglijst is de 58e plaats, die zij bereikte in maart 2004.

### Dubbelspel
Cervanová was in het dubbelspel minder actief dan in het enkelspel. Zij debuteerde in 1995 op het ITF-toernooi van Nitra (Slowakije), samen met landgenote Alena Paulenková. Zij stond in 1996 voor het eerst in een finale, op het ITF-toernooi van Prešov (Slowakije), samen met landgenote Martina Nedelková – zij verloren van het duo Monika Maštalířová en Teodora Nedeva. In 1996 veroverde Cervanová haar eerste titel, op het ITF-toernooi van Staré Splavy (Tsjechië), samen met landgenote Michaela Hasanová, door het Tsjechische duo Nikola Hübnerová en Michaela Paštiková te verslaan. In totaal won zij zeven ITF-titels, de laatste in 2008 in Wenen (Oostenrijk).
In 1999 speelde Cervanová voor het eerst op een WTA-hoofdtoernooi, op het toernooi van Bogota, samen met de Spaanse Conchita Martínez Granados. Haar beste resultaat op de WTA-toernooien is het bereiken van de tweede ronde.
Op de grandslamtoernooien kwam zij nooit voorbij de eerste ronde.

### Tennis in teamverband
In de periode 1999–2004 maakte Cervanová deel uit van het Slowaakse Fed Cup-team – zij behaalde daar een winst/verlies-balans van 3–4.

## Posities op deWTA-ranglijst
Positie per einde seizoen:
| jaar | ranking enkelspel | ranking dubbelspel |
| ---- | ----------------- | ------------------ |
| 1996 | 528               | 200                |
| 1997 | 329               | 342                |
| 1998 | 127               | 206                |
| 1999 | 102               | 244                |
| 2000 | 121               | 379                |
| 2001 | 91                | –                  |
| 2002 | 107               | –                  |
| 2003 | 64                | 248                |
| 2004 | 100               | 304                |
| 2005 | 115               | 613                |
| 2006 | 319               | –                  |
|      |                   |                    |
| 2009 | 906               | 1012               |

## Palmares
| Legenda                |
| ---------------------- |
| Grandslamtoernooi      |
| Olympische Spelen      |
| Year-End Championships |
| Tier I                 |
| Tier II                |
| Tier III               |
| Tier IV & V            |

### WTA-finaleplaatsen enkelspel
| nr.              | finale     | toernooi       | ondergrond | tegenstandster  | score         |         |
| ---------------- | ---------- | -------------- | ---------- | --------------- | ------------- | ------- |
| gewonnen finales |            |                |            |                 |               |         |
| geen             |            |                |            |                 |               |         |
| verloren finales |            |                |            |                 |               |         |
| 1.               | 2004-04-11 | WTA Casablanca | gravel     | Émilie Loit     | 2-6, 2-6      | details |
| 2.               | 2005-02-27 | WTA Acapulco   | gravel     | Flavia Pennetta | 6-3, 5-7, 3-6 | details |

### WTA-finaleplaatsen dubbelspel
geen

## Resultaten grandslamtoernooien
| Legenda | Legenda                          |
| ------- | -------------------------------- |
| g.t.    | geen toernooi gehouden           |
| l.c.    | lagere categorie                 |
| –       | niet deelgenomen                 |
| G       | uitgeschakeld in de groepsfase   |
| 1R      | uitgeschakeld in de eerste ronde |
| 2R      | uitgeschakeld in de tweede ronde |
| 3R      | uitgeschakeld in de derde ronde  |
| 4R      | uitgeschakeld in de vierde ronde |
| KF      | uitgeschakeld in de kwartfinale  |
| HF      | uitgeschakeld in de halve finale |
| F       | de finale verloren               |
| W       | het toernooi gewonnen            |
| w-v     | winst/verlies-balans             |

### Enkelspel
| Toernooi        | 1999 | 2000 | 2001 | 2002 | 2003 | 2004 | 2005 | w-v |
| --------------- | ---- | ---- | ---- | ---- | ---- | ---- | ---- | --- |
| Australian Open | –    | 1R   | –    | 1R   | 2R   | 2R   | 1R   | 2-5 |
| Roland Garros   | 1R   | –    | 1R   | 3R   | 2R   | 1R   | 2R   | 4-6 |
| Wimbledon       | 1R   | –    | 2R   | 1R   | 1R   | 3R   | 1R   | 3-6 |
| US Open         | 1R   | 1R   | 1R   | 1R   | 2R   | 1R   | –    | 1-6 |

### Vrouwendubbelspel
| Toernooi        | 2005 |
| --------------- | ---- |
| Australian Open | –    |
| Roland Garros   | 1R   |
| Wimbledon       | 1R   |
| US Open         | –    |